# V518 Близнецов
V518 Близнецов (лат. V518 Geminorum) — двойная затменная переменная звезда типа W Большой Медведицы (EW) в созвездии Близнецов на расстоянии приблизительно 868 световых лет (около 266 парсек) от Солнца. Видимая звёздная величина звезды — от +12,78m до +12,2m. Орбитальный период — около 0,2992 суток (7,1806 часа).

## Характеристики
Первый компонент — оранжевый карлик спектрального класса K. Радиус — около 1,21 солнечного, светимость — около 0,753 солнечной. Эффективная температура — около 4883 К.
Второй компонент — оранжевый карлик спектрального класса K.